# Деметріос Іпсіланті
Деметріос Іпсіланті (грец. Δημήτριος Υψηλάντης, 1793, Константинополь — 3 січня 1832, Нафпліон) — офіцер російської служби, член товариства «Філікі Етерія», учасник національно-визвольної війни Греції 1821—1829 рр.

## Біографічні відомості
Деметріос Іпсіланті народився 1793 р. в Константинополі. Другий син Костянтина Іпсіланті, брат Олександра Іпсіланті. Військову освіту здобув у Франції, потім поступив в Санкт-Петербурзі до гвардії російського імператора. 1818 р. став членом таємного товариства «Філікі Етерія».
20 червня 1821 р. в Мореї прийняв на себе командування армією та керівництво повстанням в ході Грецької війни за незалежність від Османської імперії, представляючи свого брата Олександра Іпсіланті. Незважаючи на популярність свого імені, він скоро втратив майже всякий престиж; цьому найбільше сприяли його явні претензії на корону.
У січні 1822 р. він був обраний президентом перших Народних зборів в Епідаврі, але вже на них опинився в меншості зі своєю «військовою партією». Залишив свою посаду в 1823 р., оскільки невдоволені вимагали його зміщення, повернутись до влади Іпсіланті допомогло тільки сприяння Теодороса Колокотроніса. Після цього був одним з багатьох ватажків протиурядових загонів. 25 вересня 1829 р. йому вдалося змусити турецького головнокомандувача Аслам-бея підписати капітуляцію, що поклало кінець активним бойовим діям в Греції. Залишив грецьку службу 1830 р. внаслідок незгоди із політикою першого президента Греції Іоанніса Каподістрії, вступив у конфлікт також із Александросом Маврокордатосом.
Відомо, що певний час у Деметріоса Іпсіланті були романтичні стосунки із героїнею Грецької революції Манто Маврогенус.